# 구정현
구정현(1981년 9월 26일 ~ )은 대한민국의 가수이자 작곡가이다.

## 학력
- 부산경상대학 방송연예 전문학사
- 가톨릭관동대학교 실용음악 학사

## 음반
- 《오죽했으면》 (2007년)
- 《GoodBye Sadness》 (2007년)[4]
- 《Begin The Story》 (2019년)

### OST
- 《꽃피는 봄이 오면 OST》 (2007년)
- 《보이스맨 - 광고천재 이태백 OST Part 4》 (2013년)

### 참여음반
- 《제26회 유재하 음악경연대회》 (2015년)

## 방송출연
- 《너의 목소리가 보여 시즌 3》 (2016년)